# 実録!犯罪列島
『実録!犯罪列島』（じつろく!はんざいれっとう）は、TBS系列（一部系列局を除く）で不定期放送されているドキュメンタリー・情報特別番組である。

## 概要
日本列島各地で起きている犯罪などの検証や、特別司法警察職員（Gメン）、探偵、弁護士などのスペシャリストたちを密着取材。また、未解決事件の検証を行っている。
以前放送された『テレビ公開大捜査SP あの未解決事件を追え!』と『大都会最新犯罪ファイルSP』の2番組を統合している。

## 取り上げた事件・検証
- 名古屋市西区主婦殺害事件
- 逗子ストーカー殺人事件
- 尼崎連続変死事件

## 出演者(当初の番組ではスタジオ放送を行っておらず、司会者、進行役、ゲストなど一切いない完全なドキュメンタリー形式を採用していた)
- MC
  - 小倉智昭 -
- 進行役
  - 安東弘樹（TBSアナウンサー） - 第1回
  - 江藤愛（TBSアナウンサー） -
- ゲスト
  - SHELLY - 第1回
  - 大澤孝征（弁護士） - 第1回
  - 佐藤仁美 - 第10、11回
  - 藤本美貴 - 第10回
  - 若槻千夏 - 第11回

### ナレーター
- 屋良有作
- 立木文彦
- 杉本るみ
- 大塚芳忠

## スタッフ
第11回（2018年12月26日放送分）
- 構成：橋本敦司、清松勝彦
- 編集：東義則（STUDIO Welt、以前は画像処理）
- MA：上松紗弓（STUDIO Welt）
- 画像処理：國好卓也（STUDIO Welt）、高橋萌（プロセンスタジオ）
- 音響効果：吉田比呂樹・巫遥（共にM-TANK）
- CG：今井正人
- イラスト：グレートインターナショナル
- ロケ技術：イメージランド、だだだ、権四郎、イルージョン
- 撮影協力：法律事務所エムグレン、新日本パートナーズ法律事務所、中村・安藤法律事務所、原一探偵事務所、ヒューマン法律事務所、
- 写真協力：PIXTA
- 法律監修：桑原育朗
- 編成：矢野大亮（TBS）
- AD：関谷倫寿、近寛子
- ディレクター：武井秀人、千葉龍、渡部裕佳
- 演出：高橋洋一
- プロデューサー：渡邊宏、内田安妃子（内田→以前はAP）
- 製作：ジッピー、TBS

### 過去のスタッフ
- 協力：愛知県警察本部、群馬県警察本部（愛知・群馬警察→第2回）
- 構成：古井知克（第2回）、吉田豪、正河内一樹（正河内→第6,7回）、大久保政男
- 編集：牧野晃司・中嶋健太・西井一浩（共にSTUDIO Welt）
- MA：大竹誠司・細川健太郎・谷弘明（共にSTUDIO Welt）
- 画像処理：佐藤健人・井上陽平・浅津浩気（共にSTUDIO Welt）
- ロケ技術：ヴイ・ビジョンスタジオ（第3回）、トライビジョン、ビデオウイング、東通
- ロケ協力：湘南フィルムコミッション（第3回）、警視庁、関東製紙直納原料商工組合、板橋区清掃リサイクル課、A・P総研、PARLOR GOLD、蓮田白岡環境センター、原一探偵事務所、HA、アディーレ法律事務所、久山獣医科病院、田柄動物病院、全国警備保障、浅沼・杉浦法律事務所、Life Investigation Agency(LIA)、全国緊急密猟対策連総会
- 写真：アフロ（第4回）
- 編成：曹琴袖・高橋務・杉本篤（2人共TBS、曹→第1 - 3回、高橋→第3回）
- AD：井関雅之（第2回）、富田愛梨（富田→第3,4回）、吉野遥希、廣田拓也（吉野・廣田→第4回）、菊川裕二、吉野達希、程塚彩、矢澤永吉、安富遼
- AP：鈴木麻美（第2回）
- ディレクター：加賀谷健吾、田島与真、原田誠之、千葉龍（千葉→第3回ではAP）、桑原慶介（第2回）、高橋幸子（第2回）、矢島圭三（矢島→第2,4回）、斉木敏人（斉木→第3回はAD、第6,7回はディレクター）、宇賀神美帆、菅慶彦、鈴木隼
- 製作：AWAS